# Pehr Snäll
Pehr Snäll var en svensk dragon och skulptörsnickare verksam omkring 1800.  
Snäll anlitades för att utföra dekorativa snickerier i Revsunds och Bodsjö kyrkor i Jämtland i början av 1800-talet.